# Epiconcana
Epiconcana är ett släkte av fjärilar. Epiconcana ingår i familjen nattflyn.
Kladogram enligt Catalogue of Life:
| Epiconcana | \| \| Epiconcana leucomera \| \| \| \| \| \| Epiconcana polyleuca \| \| \| \| |
|            | \| \| Epiconcana leucomera \| \| \| \| \| \| Epiconcana polyleuca \| \| \| \| |
|            | Epiconcana leucomera                                                          |
|            |                                                                               |
|            | Epiconcana polyleuca                                                          |
|            |                                                                               |